# Castello di Cisterna
Castello di Cisterna (Castiello 'e Cisterna in napoletano, talvolta anche Castello 'e Cisterna) è un comune italiano di 7 795 abitanti della città metropolitana di Napoli in Campania.

## Geografia fisica
Castello di Cisterna è situato nell'entroterra nord orientale di Napoli. Il piccolo centro si è sviluppato lungo la via Nazionale delle Puglie in una lingua di territorio stretta tra i comuni di Pomigliano d'Arco e Brusciano con i quali costituisce un unico agglomerato urbano.

## Origini del nome
L'origine delle parole "Castello" e "Cisterna" non è certa. Per quanto riguarda la parola
"Castello": nel libro VII dell'Eneide si parla di alcune località conquistate da Ebalo, re di Capri, che estese i propri possedimenti fino alle zone bagnate dal Sarno, conquistando Bàtulo, Rufra, Celenne e i campi fruttiferi di Avella. I commentatori latini Servio e Elio Donato nei commenti all'Eneide precisano che sia Batulo che Rufrae erano "Castella Campaniae a Samnitibus condita" che significa : "fortezze (accampamenti) della Campania fondate dai Sanniti". E poiché le altre due Rufrae della Campania si trovavano una nel Casertano e un'altra al confine con il Molise, l'ipotesi più probabile è che il Rufrae di cui parlava Virgilio si trovasse al centro della Campania e rappresentasse l'odierna Castello di Cisterna.
Il termine "Cisterna", invece, si spiegherebbe con i pantani della zona, che venivano a crearsi dopo una pioggia.
Secondo altre ipotesi, in passato il luogo era chiamato Cisterna, per la presenza appunto di una cisterna che raccoglieva l'acqua piovana usata per dissetare i cavalli, tutt'oggi in dialetto è così chiamato. Il termine castello deriva da Castrum, ossia Castello, fortezza, in riferimento al castello dove forse riposavano le truppe.

## Storia
Dal XII secolo al 1862 era chiamato semplicemente "Cisterna". Nel corso del Milleduecento era un possedimento feudale della famiglia Mastrilli di Marigliano.

## Monumenti e luoghi d'interesse
- Chiesa di San Nicola con forma a croce greca.

## Società

### Evoluzione demografica
Abitanti censiti

## Infrastrutture e trasporti
La stazione di Castelcisterna è posta lungo la ferrovia Napoli-Nola-Baiano della Circumvesuviana.

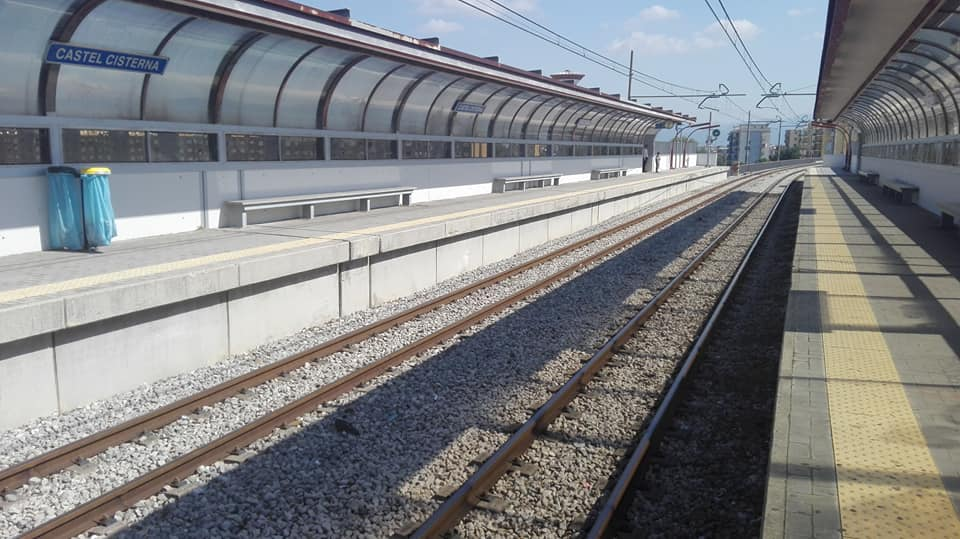
La Stazione di Castelcisterna

## Amministrazione
Di seguito è presentata una tabella relativa alle amministrazioni che si sono succedute in questo comune.
| Periodo         | Periodo         | Primo cittadino          | Partito                                      | Carica              | Note  |
| --------------- | --------------- | ------------------------ | -------------------------------------------- | ------------------- | ----- |
| 17 luglio 1985  | 22 giugno 1990  | Alvino Livorno           | lista civica                                 | Sindaco             | [ 6 ] |
| 22 giugno 1990  | 24 aprile 1995  | Clemente Sorrentino      | lista civica                                 | Sindaco             | [ 6 ] |
| 24 aprile 1995  | 14 giugno 1999  | Clemente Sorrentino      | -                                            | Sindaco             | [ 6 ] |
| 14 giugno 1999  | 24 gennaio 2001 | Clemente Sorrentino      | centro-sinistra                              | Sindaco             | [ 6 ] |
| 24 gennaio 2001 | 14 maggio 2001  | Mariagabriella Pazzanese |                                              | Comm. pref.         | [ 6 ] |
| 14 maggio 2001  | 30 maggio 2006  | Aniello Rega             | centro-sinistra                              | Sindaco             | [ 6 ] |
| 30 maggio 2006  | 17 maggio 2011  | Aniello Rega             | centro-sinistra                              | Sindaco             | [ 6 ] |
| 27 luglio 2009  | 5 novembre 2010 | Raffaela Moscarella      |                                              | Comm. straordinario | [ 6 ] |
| 10 luglio 2009  | 5 novembre 2010 | Raffaele Cannizzaro      |                                              | Comm. straordinario | [ 6 ] |
| 10 luglio 2009  | 5 novembre 2010 | Antonio Scozzese         |                                              | Comm. straordinario | [ 6 ] |
| 17 maggio 2011  | 23 giugno 2016  | Clemente Sorrentino      | lista civica: insieme per Cisterna           | Sindaco             | [ 6 ] |
| 23 giugno 2016  | in carica       | Aniello Rega             | lista civica: Uniti per Castello di Cisterna | Sindaco             | [ 6 ] |